# Megapneustidae
De Megapneustidae zijn een familie van uitgestorven zee-egels (Echinoidea) uit de orde Spatangoida.

## Geslachten
- Megapneustes Gauthier, 1900 †
- Pharaonaster Lambert, 1920 †
- Trachypatagus Pomel, 1869 †